# Cleptomanía
La cleptomanía (del griego κλέπτειν, "quitar", μανία, "manía") es un trastorno del control de impulsos que lleva al hurto compulsivo de cosas. La persona que padece dicho trastorno recibe el nombre de cleptómano o ladrón compulsivo y aunque no hay cura para esto, sí hay tratamientos que ayudan. Hay tres tipos de cleptomanía:
- Esporádica: sufren episodios cortos y esporádicos, con largas etapas de inactividad.
- Episódica: sufren momentos extensos e intensos de robos y momentos de remisión.
- Crónica: robo constante e incesante. No obstante aunque haya sido descubierto o sorprendido le resulta incontrolable y difícil de inhibir este impulso.

El DSM IV enumera la cleptomanía como uno de los "trastornos del control de los impulsos no clasificados en otra parte", que es una condición. El DSM IV define la cleptomanía como la dificultad persistente para superar los impulsos de robar cosas que no son necesarias para la supervivencia. Algunos de los comportamientos que cumplen los criterios de diagnóstico de este trastorno serían:
1. La persona experimenta una tensión o activación creciente ante la idea de robar.
2. La persona se siente bien o libre después de cometer el acto.
3. La persona no roba por represalia, rabia, delirios o alucinaciones.
4. El acto de robar no se explica mejor por la presencia de un trastorno de conducta, un episodio maníaco o un trastorno de personalidad antisocial.
5. Aunque tenga los medios para obtener los artículos, los roba aunque tengan poco valor personal, frecuentemente no los usa, no los acumula ni se deshace de ellos. Si existe la posibilidad de ser arrestado, la persona se abstendrá de robar, pero no lo planeará ni involucrará a nadie más.

No está claro qué criterios son los más importantes, pero el diagnóstico sólo se determina cuando se han cumplido todos o casi todos estos requisitos (APA, 1994). Los adolescentes quieren robar por desafío o prostitución y los individuos que se hacen pasar por cleptómanos para protegerse de acciones legales por robo intencional serían excluidos del diagnóstico. Como resultado, para ellos, la experiencia de robar les parece inconsistente consigo mismo (egodistónica). La persona con cleptomanía cree que el impulso de robar es un acto incorrecto. 

## Semiología
El sujeto que padece cleptomanía no puede evitar el impulso de obtener objetos, independientemente del valor económico de lo que obtiene; sufre de un deterioro laboral, familiar y personal. Es un trastorno del control de impulsos y se ha clasificado como una adicción psicológica. La conducta es precedida por una ansiedad creciente que se alivia inmediatamente después de poseer el objeto deseado.
El cleptómano, a diferencia del ladrón, obtiene objetos por necesidad de satisfacer un impulso, mientras que el último lo hace por diversión, necesidad de satisfacer un deseo material, económico o social, o intención de perjudicar a una persona.
Un ladrón puede pasar horas, días e incluso años planeando un gran golpe, mientras el cleptómano obedece generalmente a un impulso relativo dependiendo del lugar y tiempo en que se encuentre él.
Algunos de los componentes fundamentales de la cleptomanía incluyen: pensamientos recurrentes de intrusión y la liberación de la presión tras el acto. Estos síntomas sugieren que la cleptomanía puede considerarse como un tipo de trastorno obsesivo-compulsivo.
Las personas diagnosticadas con cleptomanía a menudo tienen otros tipos de trastornos que afectan el estado de ánimo, ansiedad, alimentación, control de impulsos, y el uso de drogas. También tienen grandes niveles de estrés, la culpa y el remordimiento, y las cuestiones de privacidad que acompañan al acto de hurtar. Estos signos se consideran causantes o intensificar generales trastornos comórbidos. Las características de los comportamientos asociados con el hurto podría dar lugar a otros problemas, que incluyen la segregación social y el abuso de sustancias. Los muchos tipos de otros trastornos que ocurren con frecuencia junto con la cleptomanía suele hacer el diagnóstico clínico incierto.

## Síntomas
Los síntomas de la cleptomanía pueden incluir:
- Potente impulso de hurtar objetos que no son necesarios
- Sensación de tensión creciente que conduce al hurto
- Sentimiento de placer o gratificación durante el hurto
- Sensación de culpa o vergüenza terrible después del hurto

A diferencia de los ladrones típicos de tiendas, las personas que sufren de cleptomanía no hurtan compulsivamente para beneficio personal. 
Tampoco hurtan como una forma de venganza. 
Lo hacen simplemente porque el impulso es tan fuerte que no lo pueden resistir. 
Este impulso los hace sentir incómodos, ansiosos, tensos o excitados. Para aliviar estos sentimientos hurtan. 
Durante el hurto, sienten alivio y satisfacción. 
Más tarde, sin embargo, pueden sentir una enorme culpabilidad, remordimiento, desprecio por ellos mismos, y miedo a ser arrestados. Hasta que el impulso vuelve de nuevo, y el ciclo, tristemente, otra vez se repite. 
Los episodios de cleptomanía generalmente ocurren de manera espontánea, sin planificación. 
La mayoría de los cleptómanos hurtan en lugares públicos, como tiendas y supermercados. 
Algunos le pueden hurtar a sus amigos o conocidos, como por ejemplo en una fiesta. A menudo, los objetos hurtados no tienen ningún valor para el cleptómano. 
Los artículos hurtados son por lo general escondidos, sin ser utilizados. 
Los elementos también pueden ser donados, regalados a familiares o amigos, o incluso secretamente se regresan al lugar de donde fueron hurtados.

## Consecuencias y riesgos
Según Grant, Suck y Grosz (2003), las personas con cleptomanía pueden experimentar angustia emocional, culpa y humillación como resultado de arrestos repetidos y/o descubrimientos de robos por parte de terceros. El diagnóstico de cleptomanía está relacionado con un deterioro funcional severo, un alto riesgo de hospitalización psiquiátrica y suicidio. 
Además de debilitar emocionalmente, la cleptomanía tiene un impacto negativo significativo en la economía y el sistema legal (alta tasa de arrestos y encarcelamientos): se estima que entre el 64 y el 87 por ciento de los cleptómanos han sido arrestados en algún momento, y entre el 15 y el 23 por ciento de aquellos que han buscado ayuda para la cleptomanía han cumplido condena en la cárcel por hurto. 

## Tratamiento
Podemos abordar el trastorno de la cleptomanía desde diversas técnicas:
- Psicoterapia: la más útil es la terapia cognitivo-conductual ya que nos ayuda a identificar los pensamientos negativos a partir de los positivos.
- Fármacos: antidepresivos y estabilizadores de humor pueden disminuir los impulsos.
- Grupos de autoayuda: desarrollan programas especializados para acabar con el trastorno.